# Hessischer Radfernweg R6
De Hessischer Radfernweg R6 is een fietsroute met een lengte van ongeveer 380 km. De route gaat van het district Waldeck-Frankenberg tot aan de Boven-Rijnse Laagvlakte. Onderweg passeert ze de Twistesee en de Edersee in de Eder. Ook komt ze bij de Rijn en Main.

## Steden en gemeenten onderweg
Diemelstadt - Bad Arolsen - Waldeck (am Edersee) - Frankenberg (Eder) - Kirchhain - Homberg (Ohm) - Grünberg - Lich - Usingen - Idstein  - Wiesbaden - Mainz - Stockstadt am Rhein - Gernsheim - Worms - Lampertheim

## Kruispunt met andere fietsroutes
- Diemelradweg bij Diemelstadt
- Ederradweg bij Frankenberg
- Hessischer Radfernweg R5 bij Waldeck (am Edersee) / Herzhausen
- Hessischer Radfernweg R8 bij Frankenberg en Idstein
- Hessischer Radfernweg R2 bij Kirchhain
- Hessischer Radfernweg R7 bij Grünberg
- EuroVelo EV4 Midden-Europaroute bij Wiesbaden
- EuroVelo EV15 Rijnroute bij Wiesbaden
- Hessischer Radfernweg R3 bij Wiesbaden
- Mainradweg bij Mainz
- Hessischer Radfernweg R9 bij Worms

## Hessischer Radfernwegen
In 1992 zijn in de deelstaat Hessen 9 Hessischer Radfernwegen uitgezet welke allen bewegwijzerd zijn. Naast de R6 zijn dit:
- R1 van Mosbach naar Hannoversch Münden
- R2 van Bad Laasphe naar Sinntal
- R3 van Rüdesheim am Rhein naar Tann
- R4 van Bad Karlshafen naar Hirschhorn
- R5 van Willingen naar Eschwege
- R7 van Limburg an der Lahn naar Philippsthal
- R8 van Frankenberg naar Heppenheim
- R9 van Worms naar Obernburg am Main